# Liste des aires protégées du Kazakhstan
Cette page répertorie les aires protégées du Kazakhstan.

## Liste des parcs nationaux
- Parc national Altyn-Emel
- Parc national de Bayanaul
- Parc national de Bourabay
- Parc national de Buyratau
- Parc national de Charyn
- Parc national d'Ile-Alatau
- Parc national de Karkaraly
- Parc national de Katon-Karagay
- Parc national de Kokshetau
- Parc national de Kolsay Lakes
- Parc national de Sayram-Ugam
- Parc national de Zhongar-Alatau

## Liste des réserves naturelles
- Réserve naturelle Aksou-Jabagly
- Réserve naturelle d'Alakol
- Réserve naturelle d'Almaty
- Réserve naturelle de Barsa-Kelmes
- Réserve naturelle d'Ile-Balkhash
- Réserve naturelle de Karatau
- Réserve naturelle de Korgalzhyn
- Réserve naturelle de Markakol
- Réserve naturelle de Naourzoum
- Réserve naturelle d'Ustyurt
- Réserve naturelle de l'Ouest d'Altai

## Conventions internationales

### Réserves de biosphère
Les réserves de biosphère sont une reconnaissance de l'Unesco dans le cadre du programme sur l'homme et la biosphère. Le Kazakhstan dispose des réserves de biosphère suivantes :
- Korgalzhyn, 2012
- Alakol, 2013
- Ak-Zhayik, 2014
- Katon-Karagay, 2014, devenue transfrontière en 2017 avec la Russie sous le nom de Grand Altaï
- Aksu-Zhabagly, 2015
- Barsakelmes, 2016
- Altyn Emel, 2017
- Karatau, 2017
- Charyn, 2018
- Zhongar, 2018
- Almaty, 2020
- Altaï ouest, 2020
- Kolsai Kolderi, 2021
- Bourabay, 2022
- Markakol, 2022

### Sites Ramsar
La convention de Ramsar est entrée en vigueur au Kazakhstan le 2 mai 2007.
En janvier 2020, le pays compte 10 sites Ramsar, couvrant une superficie de 31 885,57 km2.

### Zones importantes pour la conservation des oiseaux
Les zones importantes pour la conservation des oiseaux correspondent à un inventaire scientifique dressé en application d'un programme international de Birdlife International visant à recenser les zones les plus favorables pour la conservation des oiseaux sauvages.
En 2022, le Sri Lanka possède 70 zones importantes pour la conservation des oiseaux, couvrant une surface de 394 666 ha. Il a été inventorié dans le pays 375 espèces d'oiseaux, dont 14 menacées et 30 endémiques.